# Международный Восточно-Европейский университет
Международный Восточно-Европейский университет (МВЕУ) — ассоциация образовательных учреждений в Ижевске на улице Пушкинской, в которую входят АНПОО «Международный Восточно-Европейский колледж» и ЧОУ ДПО «Международный Восточно-Европейский институт». Основанный в 1993 году, МВЕУ стал одним из первых негосударственных ВУЗов в регионе. В МВЕУ можно получить высшее, среднее профессиональное и дополнительное образование.

## Структура
- АНПОО «Международный Восточно-Европейский колледж»[1]
- ЧОУ ДПО «Международный Восточно-Европейский институт»

## Руководство
- Сурат Игорь Львович

Председатель Попечительского совета МВЕУ, ректор НОЧУ ВО «Московский экономический институт», директор «Международного Восточно-Европейского колледжа», ЧОУ ДПО «Международного Восточно-Европейского института», кандидат экономических наук, доцент
- Сурат Лев Игоревич

Президент АОУ МВЕУ, председатель Попечительского совета Международного Восточно-Европейского колледжа, учредитель ЧОУ ДПО "Международного Восточно-Европейского института", ректор НОЧУ ВО «Московский институт психоанализа» кандидат экономических наук, доцент, профессор кафедры экономики и менеджмента Московского института психоанализа
- Новикова Варвара Валентиновна

Исполнительный директор МВЕУ, Директор Международного Восточно-Европейского колледжа, эксперт в области профориентации и карьерного консультирования.

## Концепция образовательных программ
Образовательные программы МВЕУ строятся на принципах дуального обучения, согласно которому теоретическая подготовка проходит на базе образовательной организации, а практическая — совместно с работодателями. Компании-партнеры участвуют в разработке программ, представители компаний преподают профильные дисциплины, принимают студентов на практику и стажировку, а также оценивают приобретенные компетенции. 
Цель дуального подхода — подготовка специалистов, которые будут соответствовать квалификационным требованиям работодателей. В рамках этой концепции создан проект ИТ-колледж, обучение в котором ведется совместно с ИТ-компаниями Удмуртской республики по таким направлениям, как программирование (веб-разработка, тестирование ПО, 1С-программирование), дизайн (веб-дизайн, дизайн дополненной реальности и т.д.), реклама (интернет-маркетинг, веб-аналитика, маркетинг).

## Общественные проекты и мероприятия
Студенты МВЕУ ежегодно участвуют в чемпионате WorldSkills Russia с 2017 года и занимают призовые места. 
В 2017 году студентка колледжа МВЕУ Мария Алмазова взяла 4-е место в компетенции Графический дизайн на чемпионате WorldSkills.
В 2020 году студенты колледжа МВЕУ на Worldskills 4 места.
В 2021 году стал аккредитованной площадкой для проведения демонстрационного экзамена по бухгалтерскому учету. На региональном чемпионате Удмуртской республике студенты МВЕУ заняли призовые места в 4-х компетенциях: "Реклама", «Предпринимательство», «Веб-дизайн и разработка», «Графический дизайн» и вышли в полуфинал.